# Petrovice (Eslováquia)
Petrovice é um município da Eslováquia, situado no distrito de Bytča, na região de Žilina. Tem 32,54 km² de área e sua população em 2018 foi estimada em 1.590 habitantes.

## Demografia
| Ano:        | 1994 | 2004   | 2014   | 2024   |
| ----------- | ---- | ------ | ------ | ------ |
| Broj ljudi: | 1339 | 1472   | 1559   | 1671   |
| Razlika:    |      | +9,93% | +5,91% | +7,18% |

| Ano:               | 2023 | 2024   |
| ------------------ | ---- | ------ |
| Número de pessoas: | 1663 | 1671   |
| Diferença:         |      | +0,48% |